# Фишер, Айла
А́йла Лэ́нг Фи́шер (англ. Isla Lang Fisher; род. 3 февраля 1976 года, Маскат, Оман) — австралийская киноактриса. Наиболее известна по фильмам «Скуби-Ду» (2002), «Незваные гости» (2005), «Шопоголик» (2009), «Иллюзия обмана» (2013).

## Биография
Австралийская актриса шотландского происхождения Айла Фишер родилась и жила до 9 месяцев в Маскате в Омане, так как её отец находился на банкирской должности в ООН, но потом её семья, где кроме Айлы было ещё четверо братьев, переехала в Перт, Австралия. Её назвали в честь шотландского острова Айла (Айлей), однако после обряда перехода в иудаизм, на чём настаивал её будущий супруг Саша Барон Коэн, Айле было присвоено имя Айала, что на иврите означает «лань».

## Карьера
В возрасте 9 лет начала появляться в рекламе на австралийском телевидении. Позже снялась в сериалах: «Бей-Сити» и «Райский пляж». В 18 лет в соавторстве с матерью она издала два подростковых романа, «Околдованные» и «Обольщенные Известностью». С 1994 до 1997 она исполнила роль Шеннон Рид в австралийской сериале «Домой и в путь». В 1996 она выиграла в номинации Самая популярная актриса премии Logie. Позже Айла оставила сериалы и поступила в L'École Internationale de Théâtre Jacques Lecoq, театр-школу искусств в Париже и продолжила появляться в пантомиме в Соединённом Королевстве. Она также совершила тур с Дарреном Деем во время мюзикла Летние каникулы и появилась в лондонской театральной постановке Così. В 2001 Фишер сыграла роль Ким в немецком фильме ужасов «Бассейн».
В 2002 году сыграла роль Мэри Джэйн, девушку Шэгги, у которой была аллергия на собак, в одной из версий фильма Скуби-Ду. Ей пришлось носить светлый парик, так как в сценарии только у героини Сары Мишель Геллар должны были быть рыжие волосы. В следующем году Айла сыграла роль Кристи в австралийской комедии Wannabes. Впоследствии у Фишер появился свой агент. В 2005 году Айла получила премию кино MTV номинации Прорыв года за роль в фильме «Незваные гости», где её коллегами по цеху были такие актёры как Винс Вон, Оуэн Уилсон, Кристофер Уокен и Рейчел Макадамс. Во время промоушинга «Незваных гостей» она была официально коронована как 1000-й гость в австралийском ток-шоу «Rove» 2 августа 2005.
В 2006 исполнила главную роль хозяйки манхэттенской вечеринки, Becсы, в романтической драме «Лондон» вместе с актёрами Джессикой Бил, Крисом Эвансом и Джейсоном Стейтемом. Также она играла роль Кейти в романтической комедии «Женюсь на первой встречной» с Джейсоном Биггзом. В 2007 она появилась в триллере «Обман» с Джозефом Гордоном-Левиттом и Мэттью Гудом.

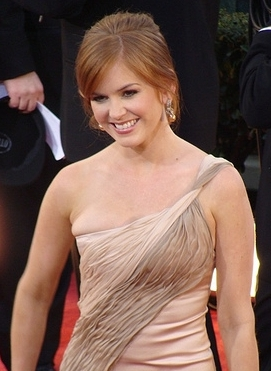
Айла Фишер на церемонии вручения премии «Золотой глобус», 2009 год

Далее Фишер сыграла главную роль в адаптации книги «Тайный мир шопоголика», которая вышла на экраны 13 февраля 2009. В этом фильме Айла предстала в образе выпускницы колледжа, которая работает финансовым журналистом в Нью-Йорке, чтобы иметь возможность хоть как-то оплачивать свои многочисленные кредиты. Критики не очень-то одобрили картину, но в итоге «Шопоголик» открыл 4 строчку в хит-параде лучших прокатов и получил $ 15 054 000 в свои первые выходные. А Айла в свою очередь получила третью по счёту премию Teen Choice.
В 2010 году снялась в главной роли в чёрной комедии «Руки-ноги за любовь».
В сентябре 2012 года на экраны вышла комедия с её участием «Холостячки».
Широкое признание Фишер получила в 2013 году, сыграв роли в двух успешных фильмах — «Великий Гэтсби» и «Иллюзия обмана». Кроме того, в том же году она получила роль в четвёртом сезоне сериала «Замедленное развитие» и в экранизации романа Элмора Леонарда «Переключатель».
В фильме ужасов «Видения» Фишер снялась в роли беременной женщины, которую посещают видения после переезда. В 2016 году выходят ещё две картины с Айлой — «Братья из Гримсби» и «Шпионы по соседству». В триллере «Под покровом ночи» она сыграла роль жены автомобилиста в жестоком романе, написанном недавно разведённым мужчиной. Фильм был удостоен премии Большого жюри 73-го Венецианского кинофестиваля. Её третья книга и первый детский роман «Мардж во главе», повествующий об озорной няне с радужными волосами, был опубликован в 2016 году. Книга получила положительные отзывы. Фишер впоследствии выпустила ещё три книги: «Мардж и ребенок-пират», «Мардж и поезд спасения» и «Мардж и украденные сокровища». В 2019 году она снялась в 10 сезоне сериала «Умерь свой энтузиазм». В 2020 году вышла комедия «Фея-крёстная», в которой Айла сыграла главную роль.

## Личная жизнь
С 15 марта 2010 года замужем за актёром Сашей Бароном Коэном, с которым встречалась 8 лет до их свадьбы. В апреле 2024 года пара подала на развод.
У супругов трое детей:
- Дочь — Олив Барон Коэн (род. 19.10.2007)
- Дочь — Элула Лотти Мириам Барон Коэн (род. в августе 2010)
- Сын — Монтгомери Мозес Брайан Барон Коэн (род. 17.03.2015)[19].

## Фильмография

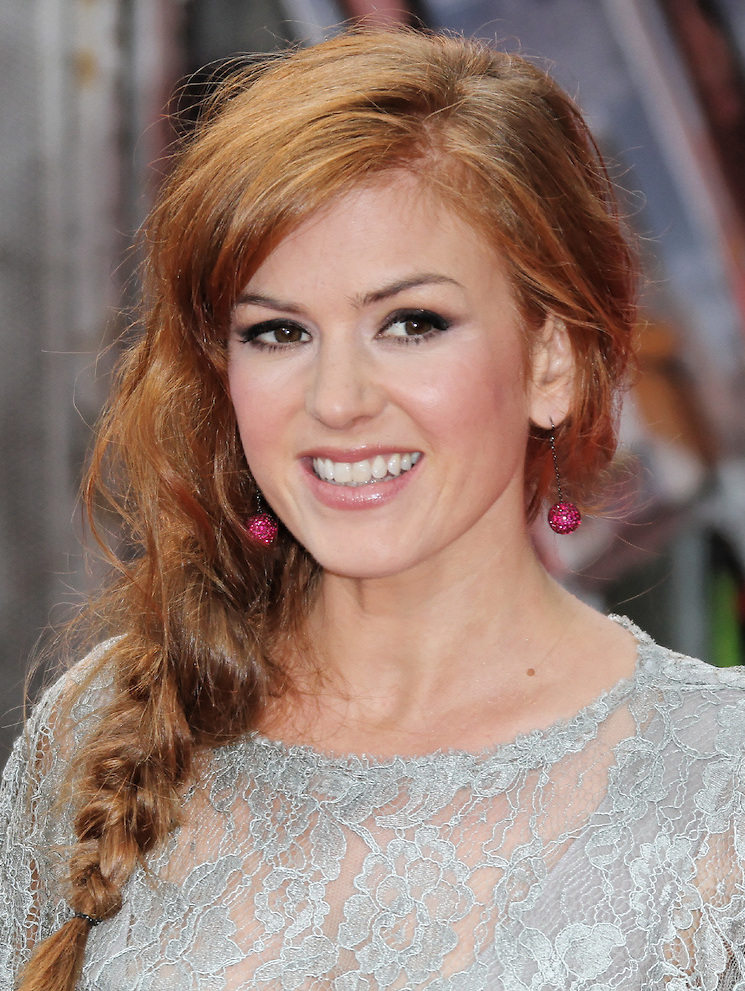
Фишер в 2012 году

| Год       |    | Русское название           | Оригинальное название         | Роль                |
| --------- | -- | -------------------------- | ----------------------------- | ------------------- |
| 1994—1997 | с  | Домой и в путь             | Home and Away                 | Шэннон Рид          |
| 1999      | с  | Оливер Твист               | Oliver Twist                  | Бэт                 |
| 2001      | ф  | Бассейн                    | Swimming Pool                 | Ким                 |
| 2002      | ф  | Скуби-Ду                   | Scooby-Doo                    | Мэри Джейн          |
| 2004      | ф  | Взломщики сердец           | I Heart Huckabees             | Хизер               |
| 2005      | ф  | Незваные гости             | Wedding Crashers              | Глория Клири        |
| 2005      | ф  | Лондон                     | London                        | Ребекка             |
| 2007      | ф  | Обман                      | The Lookou                    | Лавли               |
| 2007      | ф  | Женюсь на первой встречной | The Pleasure of Your Company  | Кэти                |
| 2007      | ф  | Лихач                      | Hot Rod                       | Дэниз               |
| 2008      | ф  | Да, нет, наверное          | Definitely, Maybe             | Эйприл Хоффман      |
| 2008      | мф | Хортон                     | Horton Hears a Who!           | Доктор Мэри Лу Лару |
| 2009      | ф  | Шопоголик                  | Confessions of a Shopaholic   | Ребекка Блумвуд     |
| 2009      | с  | Смертельно скучающий       | Bored to Death                | Роза                |
| 2010      | ф  | Руки-ноги за любовь        | Burke and Hare                | Джинни              |
| 2010      | мф | Соседи из ада              | Neighbors from Hell           | Голос               |
| 2011      | мф | Ранго                      | Rango                         | Бобитта             |
| 2013      | с  | Убить скуку                | Bored to Death                | Рози                |
| 2012      | ф  | Холостячки                 | Bachelorette                  | Кэти                |
| 2012      | мф | Хранители снов             | Rise of the Guardians         | Зубная Фея          |
| 2013      | ф  | Иллюзия обмана             | Now You See Me                | Хенли Ривз          |
| 2013      | с  | Замедленное развитие       | Arrested Development          | Рэбел               |
| 2013      | ф  | Великий Гэтсби             | The Great Gatsby              | Миртл Уилсон        |
| 2013      | ф  | Укради мою жену            | Life of Crime                 | Мелани              |
| 2015      | ф  | Видения                    | Visions                       | Эвелин              |
| 2008      | мф | София Прекрасная           | Sofia the First               | Баттон              |
| 2016      | ф  | Братья из Гримсби          | Grimsby                       | Джоди Фиггс         |
| 2016      | ф  | Под покровом ночи          | Nocturnal Animals             | Лора Гастингс       |
| 2016      | ф  | Шпионы по соседству        | Keeping Up with the Joneses   | Карен Гаффин        |
| 2018      | ф  | Ты водишь!                 | Tag                           | Анна                |
| 2019      | ф  | Пляжный бездельник         | The Beach Bum                 | Минни               |
| 2019      | ф  | Жадность                   | Greed                         | Саманта Маккриди    |
| 2020      | ф  | Бывшая с того света        | Blithe Spirit                 | Рут Кондомайн       |
| 2020      | ф  | Фея-крёстная               | Godmothered                   | Маккензи Уолш       |
| 2021      | мф | Дорога домой               | Back to the Outback           | Мэдди               |
| 2022—2023 | с  | Волк как я                 | Wolf like me                  | Мэри                |
| 2023      | ф  | Отвязные дворняги          | Strays                        | Мэгги               |
| 2025      | ф  | Иллюзия обмана 3           | Now You See Me: Now You Don't | Хенли Ривз          |